# La Hachadura (El Salvador)
La Hachadura es una localidad salvadoreña ubicada cerca de la frontera con Guatemala. La Hachadura es una de las localidades del departamento de Ahuachapán con mayor patrimonio histórico. 
Antes era la sede del municipio de San Francisco Menéndez. Por la localidad discurre el río Paz.